# Whatever Gets You By
Whatever Gets You By är Him Kerosenes andra EP, utgiven 1997 på Telegram Records Stockholm.

## Låtlista[1]
Där inte annat anges är låtarna skrivna av Him Kerosene.
1. "Whatever Gets You Buy"
2. "Duckfeet"
3. "Sordid"
4. "I Got the Door" (The Bear Quartet)